# 20902 Кайлбейл
20902 Кайлбейл (20902 Kylebeighle) — астероїд головного поясу, відкритий 1 грудня 2000 року.
Тіссеранів параметр щодо Юпітера — 3,345.